# Craig Blackwood
Pour les articles homonymes, voir Blackwood.
Craig Blackwood, né le 28 mai 1956 à Whangarei, est un joueur professionnel de squash représentant la Nouvelle-Zélande.

## Biographie
Il participe à trois reprises aux championnats du monde entre 1976 et 1980. Il obtient son meilleur résultat en 1980, lorsqu'il atteint le deuxième tour. En 1983, il est finaliste des championnats de Nouvelle-Zélande face à Stuart Davenport.
Sa sœur Robyn Blackwood, dont il a été l'entraîneur pendant la plus grande partie de sa carrière, est également une joueuse de squash réputée, championne de Nouvelle-Zélande en 1982.

## Palmarès

### Titres
- Scottish Open : 1982

### Finales
- Championnat de Nouvelle-Zélande : 1983